# Forte Group

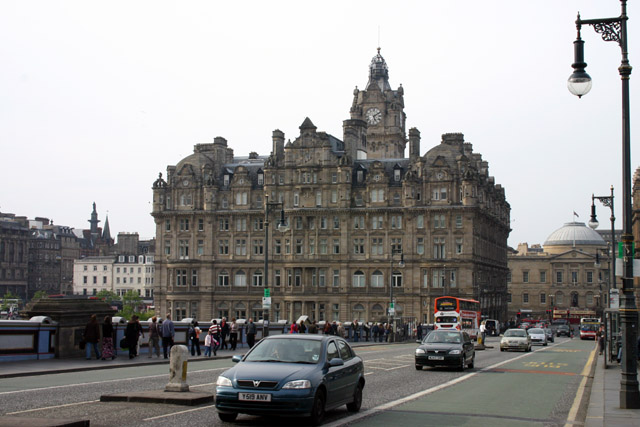
El Hotel Balmoral conocido como "Hotel Británico Norte" hasta finales de la década de 1980, situado en el extremo sur del North Bridge de Edimburgo, es parte ahora del Rocco Forte Hotel Group.

Forte Group plc fue una compañía británica que tenía como misión la gestión y adquisición de los hoteles y restaurantes lujosos europeos. Llegó a tener acceso a la London Stock Exchange y fue un participante de la FTSE 100 Index. Al final fue adquirida por Granada plc. 

## Historia
El barón Charles Forte estableció su primer "milk bar" en Regent Street en Londres en 1935 como Strand Milk Bar Ltd cuando tenía 26 años. Pronto comenzaría a expandir su negocio. Tras la Segunda Guerra Mundial su compañía se denominaba Forte Holdings Ltd, y adquiere The Café Royal en 1954. Abrió un servicio de autocares en el Newport Pagnell en 1959. Trust Houses Group Ltd y Forte Holdings se fundieron en 1970 para ser Trust House Forte o THF.